# Анне-Катріне Вестлі
Анне-Катріне Вестлі (норв. Anne-Cath. Vestly) — норвезька дитяча письменниця. У період між 1953 та 2004 роками опублікувала цілу низку книжок для дитячої аудиторії, але насамперед відома як авторка книжкової серії «Восьмеро дітей», що розповідає про бабусю, яка доглядає за вісьмома дітьми та потрапляє з ними у всілякі пригоди.

## Біографія
Народилася 15 лютого 1920 року у селі Рене (комуна Омут), Гедмарк, Норвегія. Дочка фармацевта та власника господарського магазину Менца Шулеруда (1877—1931) і шкільної вчительки Аагот Шулеруд (1875—1957). 1939 року закінчила навчання в школі та разом із матір'ю переїхала до Осло, де вступила до Університету Осло, почала відвідувати школу ремесла та брала участь в аматорському театрі.
Завдяки своєму брату Менцу Шелеруду, який працював на Норвезькому радіо (NRK), 1946 року письменниця налагодила зв'язки із теле та радіо світом та невдовзі почала вести власні дитячі програми на радіо та телебаченні. Левова частка її книг спершу читалися у дитячій радіопрограмі «Дитинство для найменших» (норв. Barnetimen for de minste). Також разом із Ромео Клайвом письменниця вела популярну дитячу телепередачу «Альф Прьойсен у Кануттені» (1963).
Її дебютний дитячий твір — «Уле Александр Філібом-бом-бом» — невдовзі переріс у книжкову серію, що містить 12 томів. Окрім того, ще одна книжкова серія — «Аврора» (1966—1972) поставила під сумнів традиційні гендерні ролі, оскільки описує сім'ю, де мама ходить на роботу і працює юристом, а батько, який має докторський ступінь з античної історії, залишається вдома та доглядає за дітьми.
Найвідоміший твір письменниці — «Восьмеро дітей, тато, мама і вантажівка» — описує сім'ю з восьми дітей, які живуть у маленькій квартирі в Осло. Більше того, цей твір започаткував однойменну книжкову серію «Восьмеро дітей», яка складається з дев'яти книг про дітей та їхню бабусю по материній лінії.
Декілька книг письменниці екранізовано. Окрім того, Вестлі також спробувала себе у ролі акторки і зіграла бабусю у фільмах «Бабуся і восьмеро дітей у місті» (1977) та «Бабуся і восьмеро дітей у лісі» (1979).

## Особисте життя
1946 року вийшла заміж за Йогана Вестлі (1923—1993), який до самої смерті малював ілюстрації для книжок своєї дружини. У них народилося двоє синів: Джо (1948), Гокон (1957).
Анне-Катріне також мала брата Менца, який займався письменницькою діяльністю, вів радіоефіри та обіймав посаду театрального режисера. Її племінниця Інгрід Шулеруд вийшла заміж за Єнса Столтенберга, прем'єр-міністра Норвегії, а згодом й Генерального секретаря НАТО.
На початку 2006 року в Анне-Катріне Вестлі діагностовано хворобу Альцгеймера. За словами її сім'ї, у письменниці з'явилися перші ознаки деменції за декілька років до офіційного встановлення діагнозу. Свої останні роки провела у притулку для пристарілих у М'єндалені. 
Померла 2008 року у вісімдесят восьмирічному віці.

## Переклади українською
- Анне-Катріне Вестлі. Восьмеро дітей, тато, мама i вантажівка. — К. : Махаон-Україна, 2007. — 184 с. — ISBN 966-605-746-8#82-478-0390-9.
- Анне-Катріне Вестлі. Бабуся і восьмеро дітей у лісі. — К. : Махаон-Україна, 2007. — 128 с. — ISBN 966-605-767-0#82-478-0375-5.
- Анне-Катріне Вестлі. Маленька подяка від Антона. — К. : Махаон-Україна, 2008. — 112 с. — ISBN 978-966-605-867-9.
- Анне-Катріне Вестлі. Марта і бабуся, бабуся і Мартен. — К. : Махаон-Україна, 2008. — 136 с. — ISBN 978-966-605-811-2.
- Анне-Катріне Вестлі. Восьмеро дітей, тато, мама і вантажівка. — К. : Махаон-Україна, 2014. — 132 с. — ISBN 978-617-526-679-3.
- Анне-Катріне Вестлі. Веломандрівка до Данії з бабусею та вісьмома дітьми. — К. : Рідна мова, 2015. — 240 с. — ISBN 978-966-917-005-7.
- Анне-Катріне Вестлі. Восьмеро дітей, тато, мама і вантажівка. Частина 1. — К. : Рідна мова, 2017. — 160 с. — ISBN 978-966-917-128-3, 978-617-7200-80-1.
- Анне-Катріне Вестлі. Восьмеро дітей, тато, мама і вантажівка. Частина 2. — К. : Рідна мова, 2017. — 144 с. — ISBN 978-966-917-138-2.
- Анне-Катріне Вестлі. Бабуся і восьмеро дітей у лісі. Частина 1. — К. : Рідна мова, 2017. — 104 с. — ISBN 978-966-917-146-7.